# Provincia de Huancayo

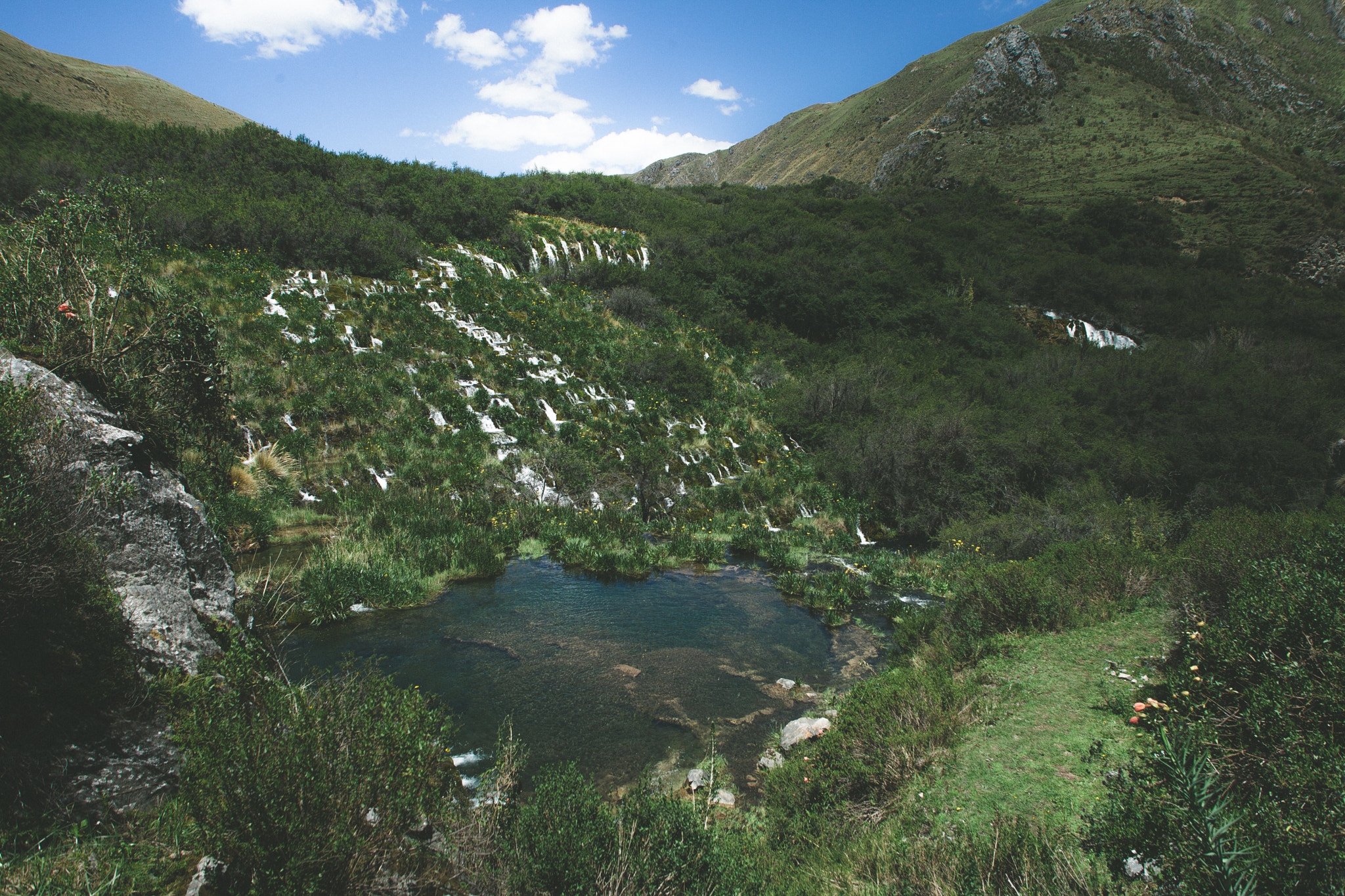
Cataratas en Huancayo

La provincia de Huancayo es una de las nueve que conforman el departamento de Junín, en el centro del Perú. Limita por el norte con la provincia de Concepción, por el este con la provincia de Satipo, por el sur con el departamento de Huancavelica y por el oeste con la provincia de Chupaca.
Desde el punto de vista jerárquico de la Iglesia católica, forma parte de la arquidiócesis de Huancayo.

## Historia
En 1864, a iniciativa del senador José Jacinto Ibarra, se presentó el proyecto de ley de creación de la provincia de Huancayo. Huancayo, ubicado a una altitud de unos 3250 m s. n. m., es la principal ciudad comercial de la zona central andina del Perú.
Antes de convertirse en provincia, su historia ya había pasado por importantes hitos como se menciona.
- La proclamación de la independencia el 20 de noviembre de 1820.
- La batalla en las pampas de Azapampa el 29 de diciembre de 1820.
- El título de ciudad con el nombre de incontrastable, dado por el decreto supremo del 19 de marzo de 1822.
- La proclama del triunfo de la batalla de Junín, 15 de agosto de 1824.
- La nueva constitución dada en Huancayo el 10 de noviembre de 1839.
- La declaración de nacional del Colegio de Santa Isabel el 23 de noviembre de 1852.
- El derecho de abolición de la esclavitud el 3 de diciembre de 1854.
- La instalación de las Juntas Municipales el 22 de junio de 1857.
- Instalación del Juzgado de 1.ª. Instancia de Huancayo, el 27 de mayo de 1861.

Por estas razones, fue erigida en provincia por decreto del 16 de noviembre de 1864.
La ley es transcrita de esta forma:

El Congreso de la República Peruana
Considerado:
Que la provincia de Jauja por su extensión territorial i por el número a que asciende su población, tiene no solo dos juzgados de Primera Instancia, estableciendo el uno en la capital i otro en la ciudad de Huancayo, sino también tres  municipalidades independientes entre sí; i atendiendo a  que  su régimen administrativo debe ponerse en armonía con el judicial municipal, para que los pueblos que la compongan gocen de todos los beneficios consiguientes a la inmediata vigilancia de las autoridades;
Ha dado la lei siguiente:
Art.1: La provincia de Jauja se divida en dos provincias: la primera conservará la denominación de provincia de Jauja, i la segunda tendrá el nombre de provincia de Huancayo.
La provincia de Jauja se compondrá de los distritos de Jauja, Concepción i Mito, i que  pasan a  ser distritos en mérito de esta lei.
La provincia de Huancayo se compondrá de los distritos de Huancayo, Sapallanga, Parihuanca, Chupaca, Sicaya, Chongos, Colca y San Jerónimo, que antes eran las parroquias que formaban los distritos de Huancayo, Chupaca i parte de Concepción, i que pasan también a  ser distritos en mérito de esta lei.

Las capitales de las provincias de Jauja i Huancayo, serán la ciudad de estos nombres; i las de sus respectivos distritos, lo serán los que dan nombre al distrito, ciudades, villas o pueblos.

Comuníquese al Poder Ejecutivo para que disponga lo necesario a su cumplimiento
Dada en la Sala del Congreso, en Lima, a los 15 de noviembre de 1864. Ramón Castilla, Presidente del Senado. José Rufino Echenique, Presidente de la Cámara de Diputados. Francisco Chávez, Senador Secretario. Pablo A. Arnao, Diputado Secretario.

Al Presidente de la República, Lima, 16 de noviembre de 1864

En el gobierno de Alberto Fujimori, el 5 de enero de 1995, mediante Ley n.º 26428, se creó la provincia de Chupaca mediante la separación de 9 distritos: Chupaca, Áhuac, Chongos Bajo, Huáchac, Huamancaca Chico, San Juan de Yscos, San Juan de Jarpa, Tres de Diciembre y Yanacancha.

## Geografía
Esta provincia tiene un área de 4851,09 km².

## Distritos
La provincia de Huancayo está dividida en veintiocho distritos. En la siguiente tabla, se muestra la población de los distritos de la provincia de Huancayo y su población al año 2020, según el INEI.
| Pos.  | Distrito                  | Población (2020) |
| ----- | ------------------------- | ---------------- |
| 1     | Carhuacallanga            | 468              |
| 2     | Chacapampa                | 941              |
| 3     | Chicche                   | 687              |
| 4     | Chilca                    | 100 252          |
| 5     | Chongos Alto              | 1523             |
| 6     | Chupuro                   | 2095             |
| 7     | Colca                     | 1032             |
| 8     | Cullhuas                  | 1308             |
| 9     | El Tambo                  | 175 725          |
| 10    | Huacrapuquio              | 1415             |
| 11    | Hualhuas                  | 6006             |
| 12    | Huancán                   | 29 996           |
| 13    | Huancayo                  | 124 294          |
| 14    | Huasicancha               | 840              |
| 15    | Huayucachi                | 10 925           |
| 16    | Ingenio                   | 2448             |
| 17    | Pariahuanca               | 5201             |
| 18    | Pilcomayo                 | 24 039           |
| 19    | Pucará                    | 4859             |
| 20    | Quichuay                  | 1931             |
| 21    | Quilcas                   | 4063             |
| 22    | San Agustín de Cajas      | 18 684           |
| 23    | San Jerónimo de Tunán     | 13 031           |
| 24    | San Pedro de Saño         | 6412             |
| 25    | Santo Domingo de Acobamba | 6406             |
| 26    | Sapallanga                | 25 401           |
| 27    | Sicaya                    | 22 244           |
| 28    | Viques                    | 2957             |
| Total | Total                     | 595 183          |

## Capital
La capital de la provincia es la Ciudad Incontrastable de Huancayo, fundada el 1 de junio de 1572, siendo la ciudad más importante de la sierra central del Perú, situada a unos 3250 m s. n. m. en el valle del Mantaro.

## Autoridades

### Regionales
- Consejeros regionales
  - 2019-2022[8]

  1. Clever Mario Mercado Méndez (Movimiento Político Regional Perú Libre)
  2. Jorge Luis Buendía Villena (Movimiento Político Regional Perú Libre)
  3. José Miguel Álvarez Rojas (Caminemos Juntos por Junín)

## Educación

### Instituciones universitarias
- Universidad Peruana Los Andes (UPLA)
- Universidad Nacional del Centro del Perú (UNCP)
- Universidad Continental (UC)
- Universidad Alas Peruanas (UAP)
- Universidad Tecnológica del Perú (UTP)

## Festividades
Estas son las festividades de la provincia a lo largo del año:
- Marzo o abril: Semana Santa
- Mayo: María Auxiliadora, patrona de la ciudad
- Junio: Santísima Trinidad, patrón de la ciudad
- Julio: Santiago
- Septiembre: Nuestra Señora de Cocharcas
- Octubre: Señor de los Milagros de Huancayo